# Monument 75 jaar afschaffing slavernij
Het monument 75 jaar afschaffing slavernij is een monument dat op 1 juli 1938 werd onthuld op het Brasaplein in Nieuw-Nickerie, Suriname, toen nog het Commissarisplein geheten. Het staat op de hoek van de G.G. Maynardstraat (toen de Voorstraat) en de Emmastraat en herinnert aan de afschaffing van de slavernij in Suriname.
Het bestaat uit een uurwerk op een hoge vierkante staander, met vier wijzerplaten die elk vanuit een richting te zien zijn. In 1989 werd het emancipatiemonument opgeknapt en kreeg het een nieuwe klok. De oude klok was op dat moment al verhuisd naar het toenmalige museum van Nickerie dat zich bevond in het Cultureel Centrum Nickerie.